# St. Elisabeth (Georgenthal)

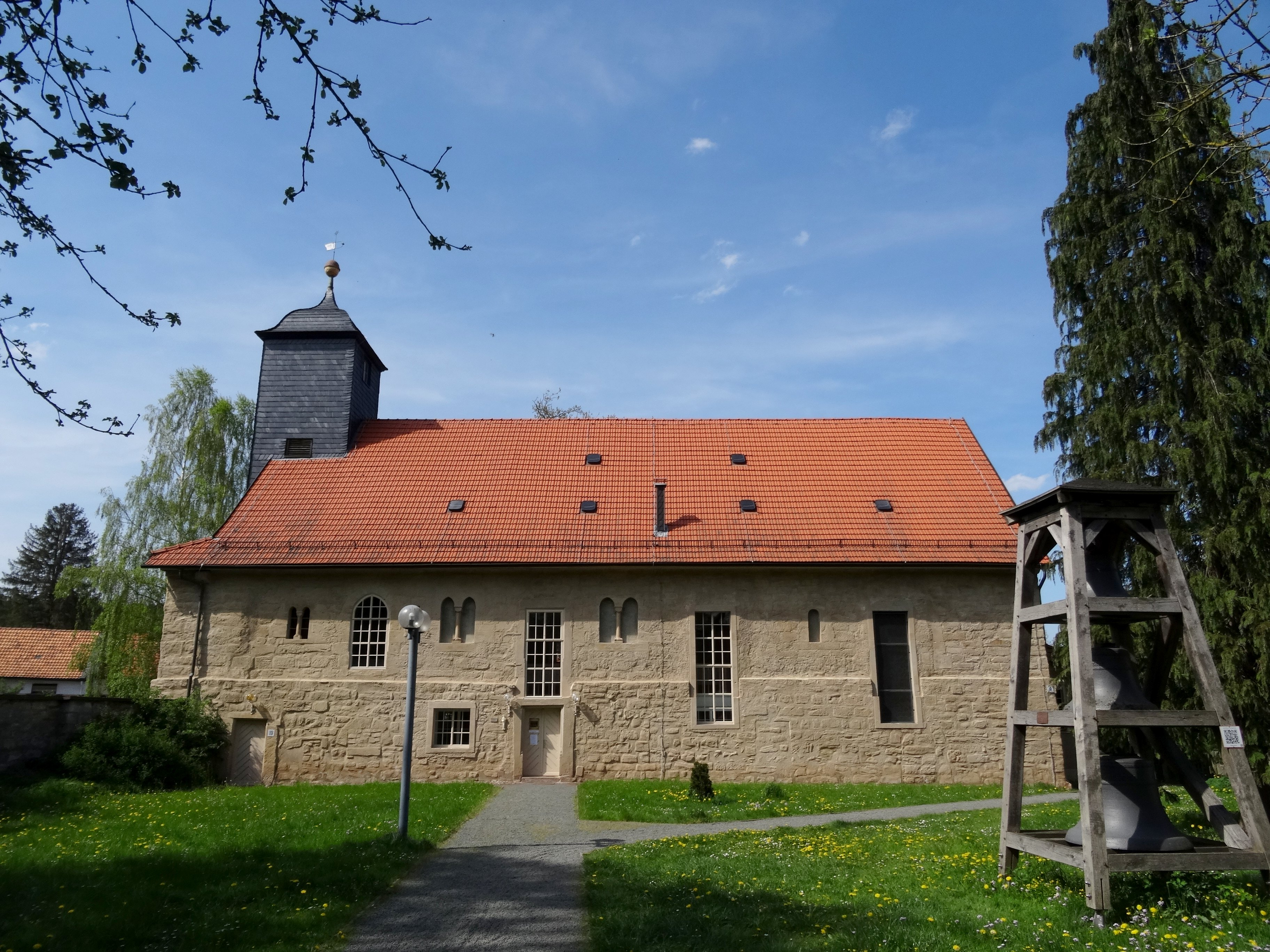
St. Elisabeth

Die Kirche St. Elisabeth ist die Pfarrkirche in der thüringischen Gemeinde Georgenthal im Landkreis Gotha.

## Geschichte
1235 bis 1257 wurde die Kirche unter der Leitung des Klosterbaumeisters Wigandus errichtet. Sie gilt zusammen mit der Marburger Elisabethkirche (erbaut 1235–1283) als eine der ältesten Kirchen, die der Hl. Elisabeth gewidmet sind. 1235 war das Jahr der Heiligsprechung von Elisabeth. 1257 wurde die Kirche in einem Ablassbrief des Bischofs zu Hebron im damaligen Palästina an den Abt Bartholomäus von Georgenthal erstmals erwähnt. Vermutlich wurde die später mehrfach umgestaltete Kirche bereits Anfang des 13. Jahrhunderts errichtet. Um 1500 sind größere spätgotische Um- und Ausbauten an der Kirche festzustellen. In den Jahren 1505 bis 1507 war der Weggefährte Luthers, Georg Spalatin, an der Kirche als Novizenlehrer tätig. 1525, während des Deutschen Bauernkriegs, wurde ein Großteil der Gebäude des Klosters Georgenthal zerstört, damit auch seine romanische Klosterkirche, die als Steinbruch genutzt weitgehend abgetragen wurde.

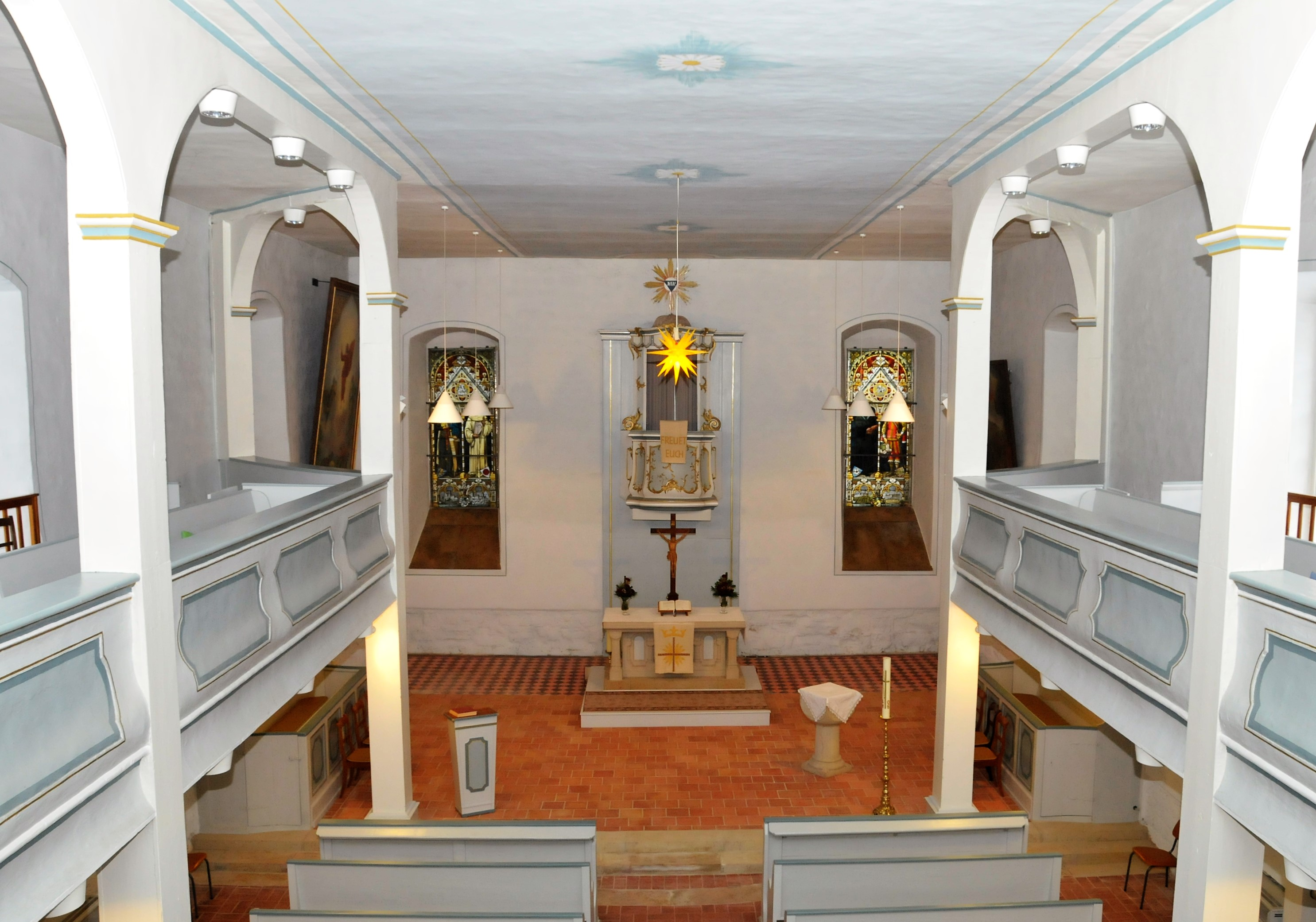
Blick in den Altarraum

Die heutige Kirche, die seinerzeit als Kapelle (Laienkirche) für die Klosterbediensteten und Bauern aus den umliegenden Klosterdörfern diente und in die Mauerumfriedung des Klosters integriert war, entging den Zerstörungen. Auch in den nachfolgenden Wirren behielt die Kirche ihr Patronat, vermutlich aufgrund der Verehrung Elisabeths, der ehemaligen Landgräfin, von Luther. Die Bediensteten, Bauern und Frauen aus den Klosterdörfern hatten zur Abteikirche keinen Zugang. 1602 wurde die Kirche unter Herzog Johann fast vollständig erneuert, wobei die Kirchenmauern um etwa 3 m aufgestockt wurden, was man heute noch sieht (siehe Foto oben). 1603 wurde auf Herzogs Betreiben wieder ein regelmäßiger Gottesdienst. 1604 wurde die Kirche modernisiert, die Georgenthaler waren allerdings noch über 100 Jahre nach Gräfenhain eingepfarrt. Von 1640 bis 1675 diente St. Elisabeth als Residenzkirche. 1718 erhielt die Kirche mit Tobias Merbach den ersten eigenen Pfarrer, der allerdings in Ermangelung eines Pfarrhauses bis 1725 im "Schloss Georgenthal" wohnte. Das instand gesetzte Schloss war bis 1675 Sommerresidenz von Herzog Ernst dem Frommen. Er besuchte die Kirche über einen nicht mehr sichtbaren überdachten Gang durch eine heute zugemauerte Tür an Westseite der Kirche in der oberen Empore, um in die Fürstenloge zu gelangen, die heute auch nicht mehr zu sehen ist. 1719 wurde der Turm abgetragen und 1786 wieder errichtet.
1786 errichtete man den 15 m hohen, geschweiften Dachreiter. Weitere Erneuerungsarbeiten erfolgten in den Jahren 1891 bis 1917 unter Pfarrer Paul Baethcke. 1959 liefert die Chronik weitere Umbauten und Renovierungen.

## Kirchenfenster
Der Einbau großer rechteckiger Fenster und andere Erneuerungen erfolgte 1780. Die von der Gastwirtsfamilie Schlenk 1902 gestifteten Fenster sind eine besondere Kostbarkeit. Sie wurden nach Entwürfen von Paul Baethcke, Georgenthaler Pfarrer und Erforscher der Klosterruine, von Wilhelm Francke in Naumburg geschaffen. Die beiden Buntglasfenster im östlich gelegenen Altarraum zeigen einerseits Darstellungen des Klosterstifters Graf Sizzo III. von Käfernburg und den Gründungsabt Graf Everhard von Berg, andererseits Martin Luther und den Herzog Ernst der Fromme. Die Schlenks bewirtschafteten bis 1892/93 in der Ortsmitte einen Gasthof, der aus dem ehemaligen Klosterhospiz des Zisterzienserklosters entstanden war. Er war das älteste, 1528 gegründete Gasthaus Thüringens.

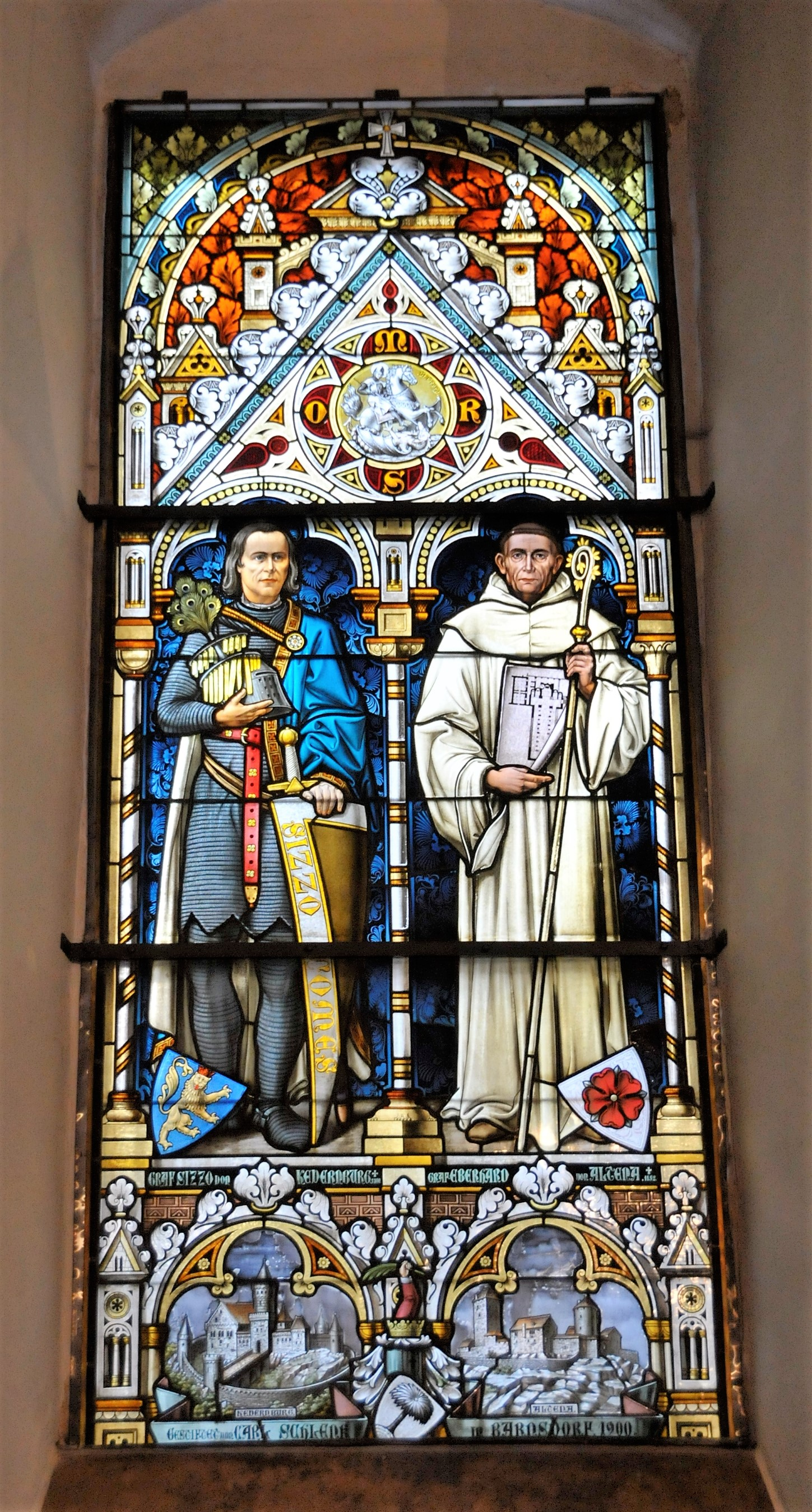
Kirchenfenster, Graf Sizzo (li.) und Graf Everhard
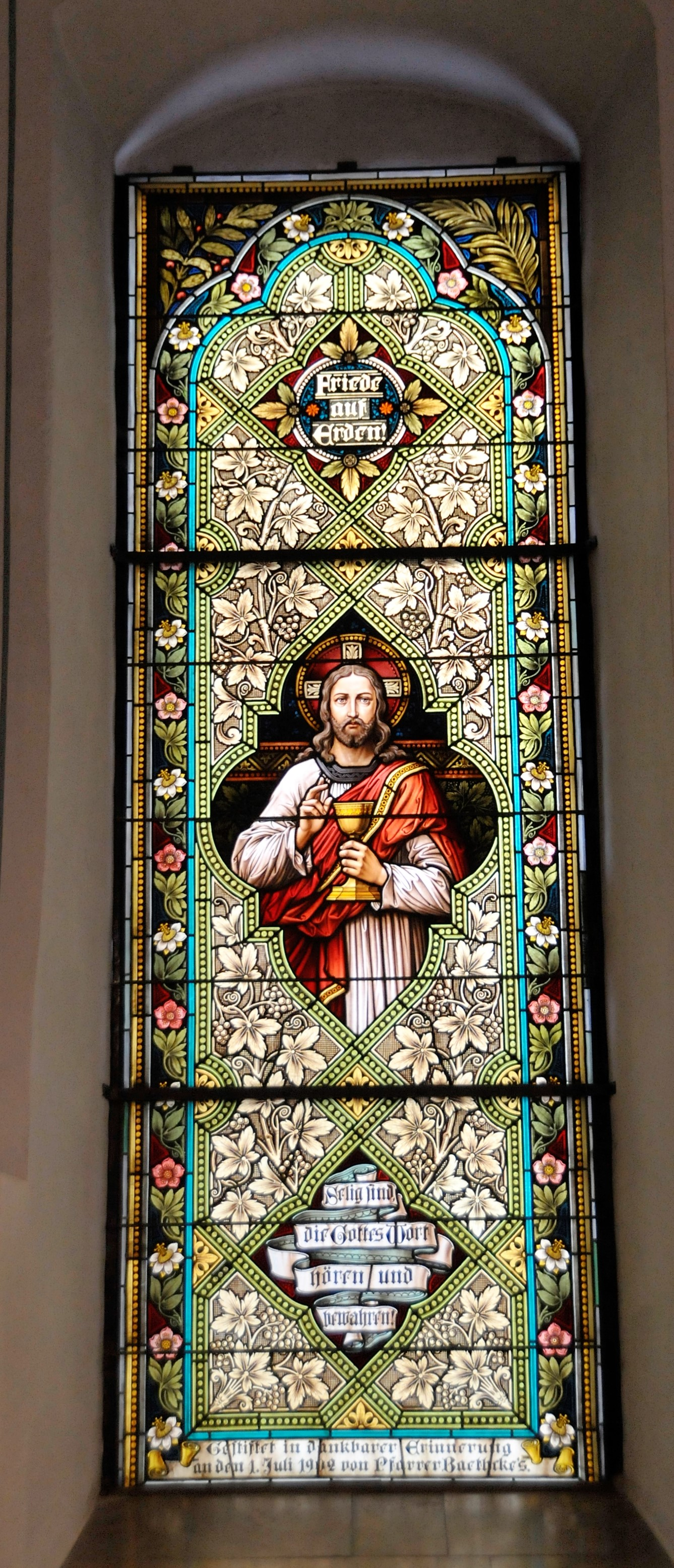
Christusfenster
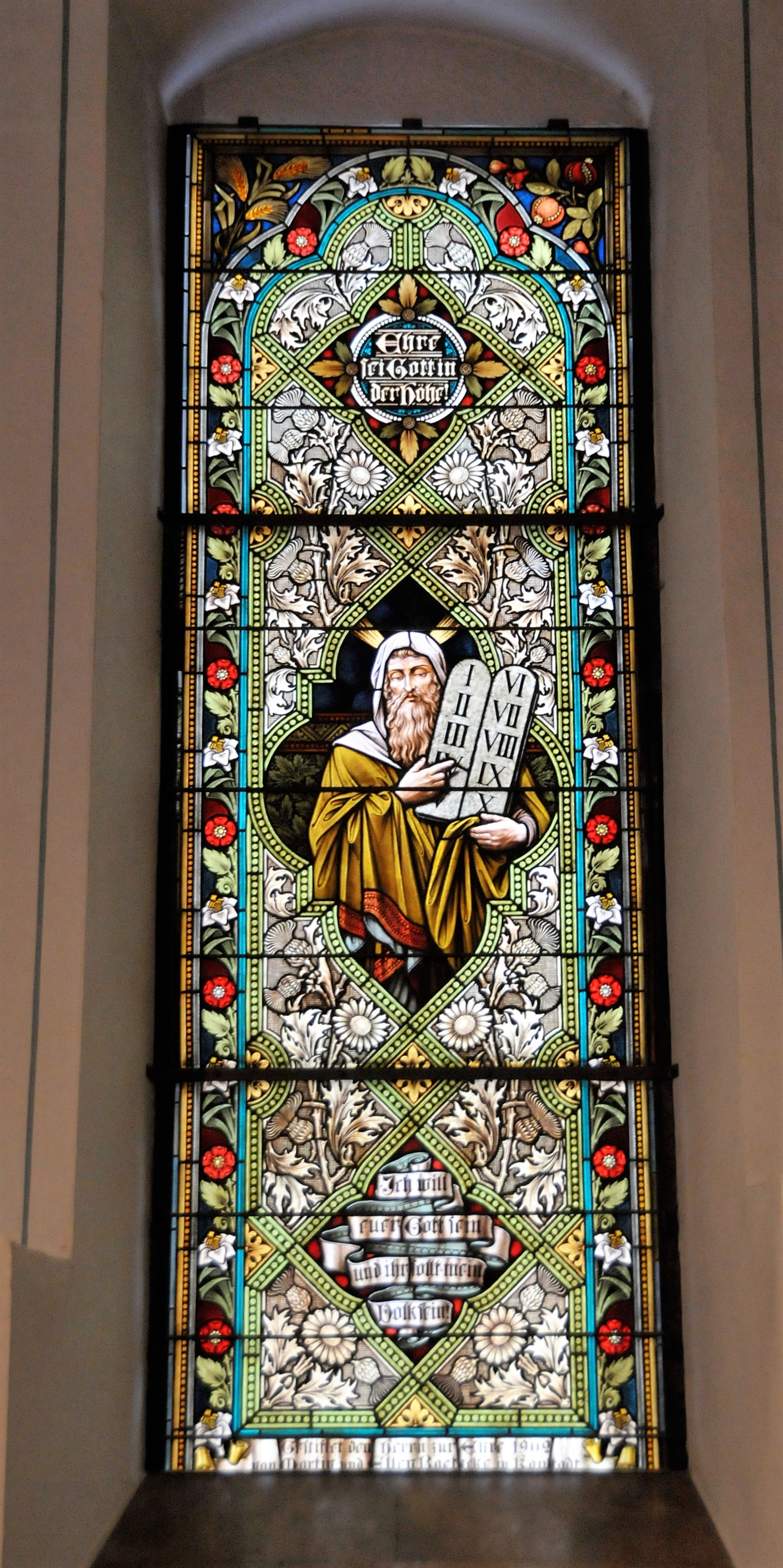
Mosesfenster
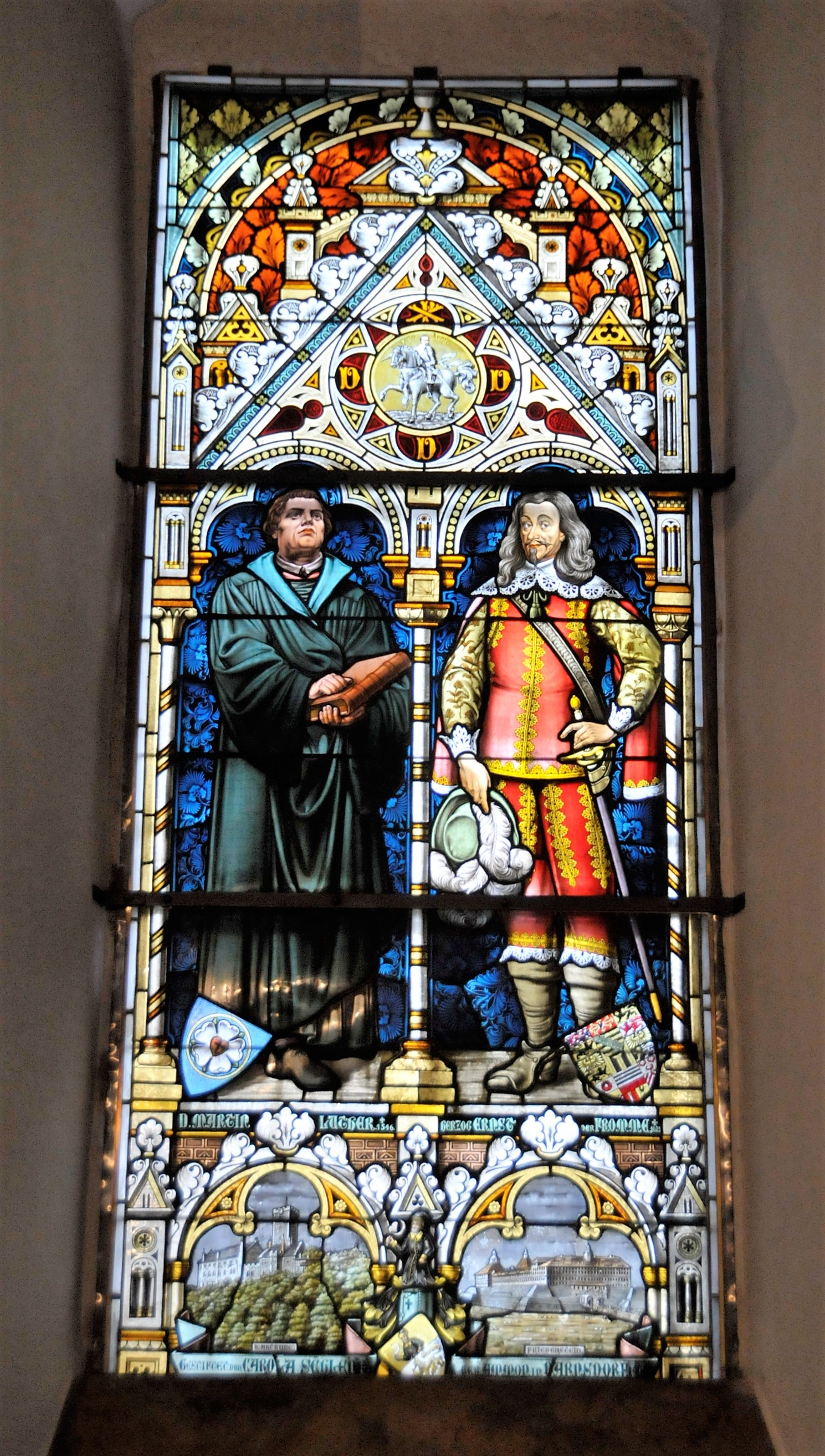
Kirchenfenster, Martin Luther (li.) und Herzog Ernst

## Orgel

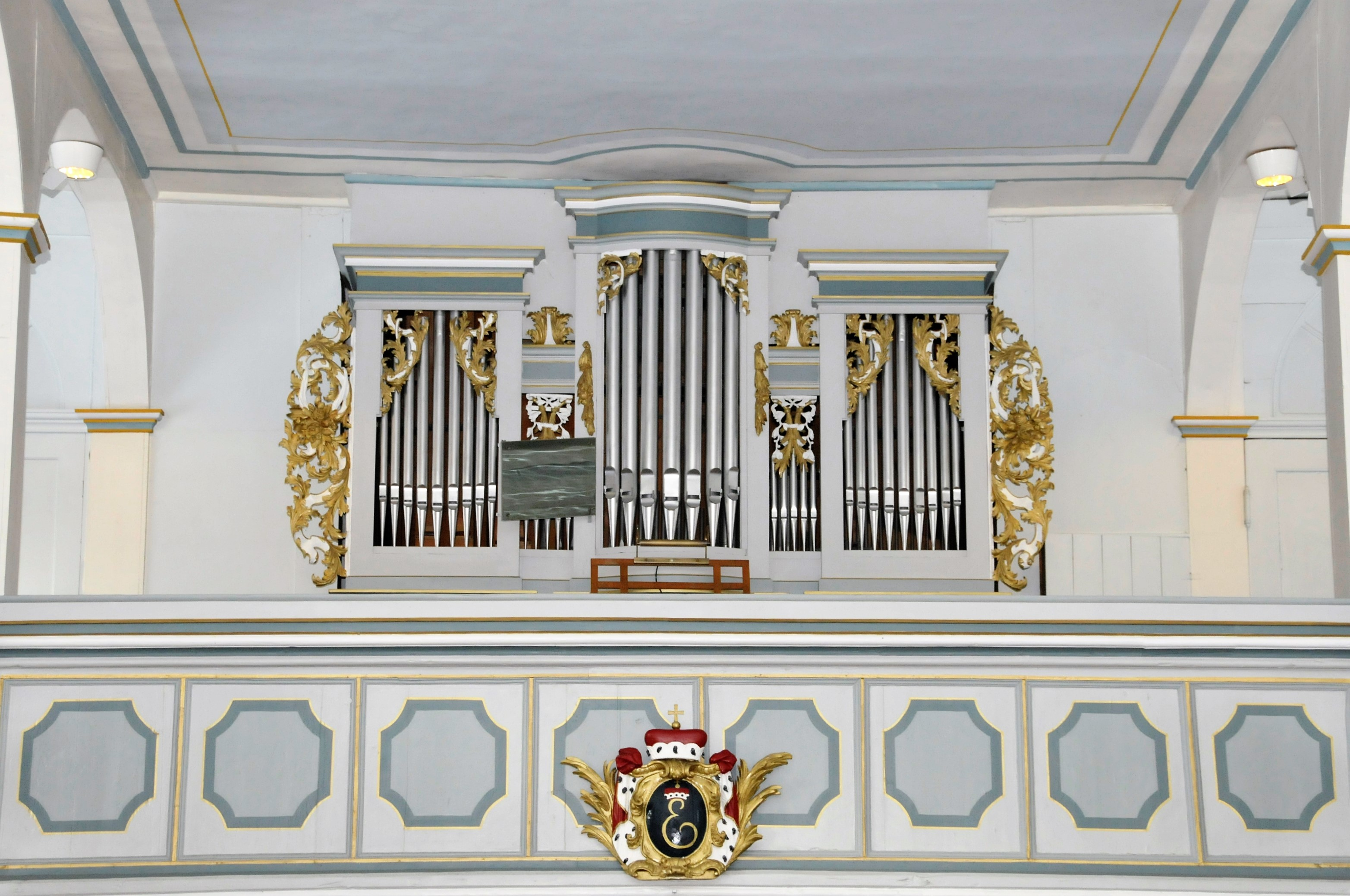
Böhm-Orgel

Erst 1767 wurde die erste Orgel beschafft, sie stammte von der Schlosskapelle zu Reinhardsbrunn. 1894 lieferte der Orgelbauer Hugo Böhm aus Gotha eine neue Orgel und baute sie in das historische Orgelgehäuse ein. Etwa 1960 restaurierte sein Sohn Rudolph Böhm das Instrument und änderte die Disposition. Die Orgel verfügt über 12 Register auf zwei Manualen (6+4) und Pedal (2). 2003 wurde das Instrument von Karl-Heinz Schönefeld erneut restauriert.

## Glocken
Anfang des 20. Jahrhunderts besaß die Kirche ein Dreiergeläut aus Bronze, das der Kunsthistoriker Paul Lehfeldt wie folgt beschrieb:
1. 1887 von Karl Friedrich Ulrich in Apolda gegossen, „als Kaiser Wilhelm I. unter Deutschland Jubel eben sein 90. Lebensjahr vollendet hatte“.
2. 1825 von Jacob Bitorf (Bittorph) in Seligenthal, mit schlecht gegossenem, aber interessant gedachtem Fries [...] und mit figurenreichem Relief der Kreuzigung am Mantel
3. 1893 beim Trauerläuten für Herzog Ernst II. gesprungen, von Gebrüder Ulrich in Apolda umgegossen
Die Kirchenglocken mussten im Ersten Weltkrieg abgegeben werden und wurden für die Rüstungsproduktion eingeschmolzen. Vor der Kirche steht ein hölzernes Gestühl mit drei Eisengussglocken, die 1924 als deren Nachfolgerinnen ihrer Bestimmung übergeben wurden. Ihre Stilllegung wegen Materialverschleißes erfolgte 2004, 2008 wurden sie zur Erinnerung in diesem Gestühl aufgestellt. 
Zuvor, im November 2007, hatten drei neue Bronzeglocken aus der Glockengießerei Bachert in Karlsruhe im Kirchturm ihren Platz eingenommen. Sie tragen die Namen „Glaube“, „Hoffnung“ und „Liebe“ in der Stimmung g′ – h′ – d″ und wurden vom Gräfenhainer Künstler Gert Weber gestaltet.

## Kirchgemeinde
Die Kirchgemeinde gehört zum Kirchspiel Tambach-Dietharz im Kirchenkreis Waltershausen-Ohrdruf der Evangelischen Kirche in Mitteldeutschland.